# Davy Crockett
Davis "Davy" Crockett (1786-1836) va ser un pioner de l'Oest Americà, conegut especialment per haver estat un dels sis supervivents de l'assalt de la missió de El Alamo, a Texas, per part de l'exèrcit mexicà del general Antonio López de Santa Anna. Juntament amb altres personatges de la Frontera com Daniel Boone o Kit Carson forma part de la mitologia popular dels Estats Units.
Davy Crockett va néixer a Limestone a l'estat de Tennessee i la seva infancia va estar repleta de penúries. De ben jove va abandonar la casa parental després d'una disputa amb el seu pare. Va recórrer l'Estat i va treballar de caçador i tramper. Va tornar amb la seva família uns anys més tard quan es va presentar a la taverna que havia obert el seu pare. Es va casar amb Polly Finley, amb qui va tenir tres fills i, després de la seva mort amb Elizabeth Patton amb qui va tenir tres fills més.
Crockett es va fer famós durant la seva vida per gestes extraordinàries popularitzades per obres de teatre i almanacs. Després de la seva mort, se li van continuar atribuint actes de proporcions mítiques. Aquests van conduir al segle XX a representacions televisives i cinematogràfiques, i es va convertir en un dels herois populars americans més coneguts.

## Davy Crockett en l'assalt a El Alamo[3]
L'any 1835 Davy Crockett va anar cap a Texas en plena Guerra de la Independència amb Mèxic. El gener de 1836 Crockett va formar part d'un conjunt de 66 homes que es van comprometre a servir el govern provisional texà. En aquest sentit, el dia 6 de febrer, juntament amb altres cinc homes, Crockett va arribar a San Antonio. Hi va formar part del conjunt de 32 voluntaris que es van disposar a donar suport al coronel William Barret Travis, comandant de El Alamo. La superioritat de l'exèrcit mexicà era tal que 187 texans tractaven de fer front a milers de soldats mexicans.
Durant el Setge d'El Álamo, l'exèrcit mexicà va arrasar les defenses texanes deixant únicament sis supervivents, entre els quals sembla que hi havia en Davy Crockett que, d'altra banda, van ser executats per ordre del comandant Antonio López de Santa Anna.